# Stabelret
Stabelret (jus emporii) var en rettighed, der i middelalderen og senere tilkom visse købstæder til at forlange, at varer, der passerede købstaden eller førtes forbi den, fx på en flod, skulle oplægges og falholdes (sættes til salg eller falbydes  ) i byen en vis tid, i reglen 3 dage. Retten kunne i øvrigt have et meget forskelligt, snart snævrere, snart videre indhold. Undertiden gik den så vidt, at der bestod en pligt for købmændene til at afsætte varerne i byen, så at de altså ikke måtte føres videre, men den kunne på den anden side også indskrænke sig til en ret til at kræve omladning af varerne og viderebefordring af dem ved de i byen hjemmehørende fragtførere. I Tyskland fik stabelret en stor udbredelse. Den hvilede her i reglen på privilegier, der egentlig skulle meddeles af kejseren, men undertiden også udstedtes af landsherrerne, mens enkelte stæder tiltog sig den på egen hånd. Oprindeligt en hensigtsmæssig foranstaltning til at hæve enkelte byers handel blev den efterhånden, som antallet af stæder med stabelret voksede, til en stor hindring for næringslivet, men holdt sig dog langt ned i tiden. Wienerkongresakten 1815 forbød udøvelsen af den ved de internationale floder.
I Danmark kom den ikke til at spille nogen rolle. Forsøg på at indføre ordningen blev imødegået ved omfattende smugleri.

## Stabelstad
En by, der var i besiddelse af stabelret blev i ældre tid ofte betegnet stabelstad, men har dog især været brugt om byer, i hvilke den udenrigske handel med alle eller bestemte varer søgtes samlet ved bestemmelser om, at, kun disse byer måtte handle på udlandet, eller at udførsel eller indførsel af de pågældende varer skulle foregå over dem. En sådan ordning bestod fx i en lang periode i England med hensyn til uldhandelen med udlandet, der siden det 14. århundrede (navnlig ved den såkaldte ordinance of the staple af 1353) samledes i visse byer, til tider i England, til tider i de lige over for liggende dele af fastlandet, således meget længe i Calais, der på den tid hørte under England.

### Danmark
I Danmark forsøgte Christian 2. at koncentrere kornhandelen i købstæderne ved Øresund, og efter enevældens indførelse ville man under Frederik 3. samle hele udenrigshandelen i fem byer, nemlig København, Korsør, Nakskov, Nyborg og Fredericia. Dette blev dog aldrig virkelig gennemført, og heller ikke en under Christian 5. truffet ordning, hvorefter kun et begrænset, omend væsentlig større antal købstæder måtte handle på udlandet, fik nogen varig betydning.

### Norge
I Norge fandtes i middelalderen kun een stabelstad, nemlig Bergen, hvilken hang sammen med byens stilling som eksportby for norsk tørfisk. Denne situation blev opretholdt, fordi den blev anset for både at være i kongens og hansestædernes interesse. Stabelretten blev blandt andet opretholdt for at stække den engelske (ulovlige) islandsfart. I en henvendelse til den engelske konge Henrik VI i 1425 blev det understreget, at stokfisk fra Finnmark, Hålogaland og Island kun måtte handles i Bergen. I 1442 fornyede det norske rigsråd englændernes ret til at handle på Bergen (stapula Norvegiæ). Henimod middelalderens slutning blev Bergens stilling i forhold til Island imidlertid de facto undergravet af sejlads fra Hamborg, Bremen og Amsterdam til Island, Shetlandsøerne og Færøerne.

### Sverige
I Sverige betegnede "stapelstad" i 1600- og 1700-tallet en by, som havde ret til at drive skibsfart på udlandet (modsat uppstad, som var en by uden denne ret). Svenske byer med stapelstadsrettigheder var blandt andre:
- Falkenberg (1647-1660,1679-1724,1866-)
- Göteborg
- Gävle
- Halmstad
- Helsingborg
- Helsingfors
- Karlskrona
- Karlstad
- Kungälv
- Landskrona
- Lidköping
- Linköping
- Luleå
- Lysekil (stapelstadsrettigheder 1. april 1903)
- Malmö
- Oskarshamn (fra 1856)
- Stockholm (monopol på udenrigshandel østpå)
- Södertälje
- Sölvesborg
- Uddevalla (fra 1658, da Bohuslän blev svensk)
- Uppsala (fra 1880-tallet)
- Vadstena
- Varberg
- Vyborg
- Västervik
- Ystad
- Åbo
- Örebro (stapelstadsrettigheder fra 24. april 1896)
- Örnsköldsvik (stapelstadsrättigheter 1 juli 1894)

Ved handelsforordninger fra 1614 og 1617 ved Gustav II Adolf og seglationsordning fra 1636 ved formynderregeringen for Kristina blev forbudt al handel på landet, ligesom forholdet mellem uppstæder og stapelstæder blev nøje reguleret: udenrigshandelen blev forbeholdt stapelstæderne, idet disse fik tilladelse til at sejle på udenlandske havne og at modtage udenlandske skibe. Af de byer, som på denne tid blev grundlagt, fik i begyndelsen kun Göteborg stapelrettigheder, men senere blev lignende rettigheder tildelt Karlshamn, Karlskrona og Strömstad. Norrtälje, som i begyndelsen havde udstrakt frihed i sin sejlads, mistede i 1636 retten til udenrigshandel. I 1765 fik Härnösand ret til at sejle på udenlandske havne, og lignende ret fik Umeå i 1781, Sundsvall i 1793, Piteå og Luleå i 1801, mens byer nord for Gävle først fik ret til at modtage udenlandske skibe i 1802. Følgen af denne politik var Stockholms helt dominerende rolle i udenrigshandelen: i 1685 gik omkring 76% af indførslen og 68% af udførslen over Stokholm, mens Göteborg stod for 6% af indførslen og 9% af udførslen. Til trods for Sveriges voksende handel med Vesteuropa var det først i 1700-tallet, at Göteborg oplevede et opsving.

### Finland
Også i Finland blev tildelt stabelrettigheder:
- Helsingfors[4] (et forsøg på at tvangsforflytte indbyggerne i Ekenäs, Ulfsby, Raumo og Borgå til Helsingfors mislykkedes dog).[5]
- Björneborg (1568)[5]
- Nystad[5]
- Uleå (1605)[6]
- Vasa (1606)[6]
- Nykarleby (1617))[6]
- Gamlakarleby (1620)[6]
- Torneå[6]
- Helsingfors (1640)[7]
- Tavastehus (1639)[7]
- Nyslott (1639)[8]
- Lappstrand (1649)[8]
- Veckelaks (1653)[8] (senere Fredrikshamn)
- Brahestad (1649)[9]
- Jakobstad (1653)[9]
- Kristinestad (1649)[9]
- Kajana (1649)[9]
- Brahea (1649)[9]
- Fredrikshamn (1723)[10]
- Degerby (1745)[11] (senere Lovisa)